# Погребець
Погребе́ць —  село в Україні, у Ніжинському районі Чернігівської області. Населення становить 253 осіб. Входить до складу Лосинівської селищної громади.

## Історія
1859 року - хутір Любинського (Погребів, Тарасевичів) - 28 дворів, 129 мешканців.
На мапі Шуберта 1869 року, на місці села - хутір  Тарасевичів (Любинського).
1892 - х. Погребець (Тарасенков) - 44 двори, 251 мешканець. 
12 червня 2020 року, відповідно до розпорядження Кабінету Міністрів України № 730-р «Про визначення адміністративних центрів та затвердження територій територіальних громад Чернігівської області», увійшло до складу Лосинівської селищної громади.
19 липня 2020 року, в результаті адміністративно-територіальної реформи та ліквідації Ніжинського(1923 - 2020) району, увійшло до складу новоутвореного Ніжинського району.

## Уродженці
- Гузенко Ольга Миколаївна (нар. 1956) — срібна призерка Олімпійських ігор 1976 з академічного веслування.